# 阿拉伯狼
阿拉伯狼（學名：Canis lupus arabs）是狼的一個亞種。曾经广泛分佈於阿拉伯半島，但現在仅生活在以色列南部、阿曼、也門、約旦、沙特阿拉伯等地的较小范围内，在埃及西奈半島的部分地区可能也有分布。

## 特徵
阿拉伯狼的身型很細小，並適合於沙漠裡生活。牠們的耳朵比其他的亞種大，目的是適應沙漠的高溫，並協助牠們有較好的散熱效果。當這個品種站起來時身長約26吋，平均體重為40磅。牠們並不會以大群體的形式進行活動，而是在捕獵的時候，則會以3-4隻狼去行動。由於這亞種較為罕有，所以人類還未發現牠們的嚎叫聲。在夏天的時候，牠們會有些短短的、薄薄的毛，但有些背後的部份可能還留下一少部份較長的毛，這被科學家認為這是為了適應太陽的輻射而有這樣的表現；雖然不及其他北方的亞種長，但在冬天的時候其皮毛會跟夏天的相反，變成比較長的皮毛。跟其他亞種一樣，牠們的眼睛部分都是黃色的；由於牠們有些是跟野狗的雜種，所以其眼睛的眼色為棕色。

## 食物

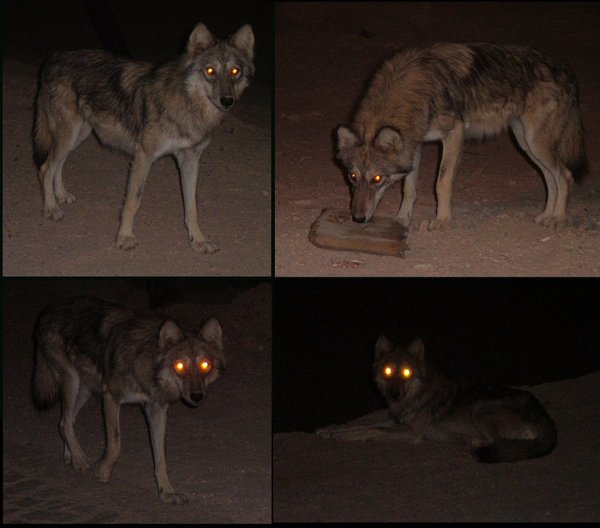
以色列南部的阿拉伯狼（夜间）

阿拉伯狼會襲擊及進食任何體型最大至羊或以下的家畜。因此，農民會毫不猶豫地去射擊、毒害或是對其設陷阱去將其殺死。除了家畜外，牠們還會進食兔子、有蹄類動物及任何牠們找到的腐肉。牠們也會去捕獵小型至中型的動物，例如是山兔、小鹿瞪羚及野生山羊。如果人類在牠們的居住地附近定居，則會以腐肉及家畜為主。

## 現況及文化
在阿曼，自政府禁止獵殺後，阿拉伯狼的種群數目有顯著上昇，相信在一段短時間內，牠們就能夠在合適的地方內重建家園。而在以色列，有接近100至150隻阿拉伯狼生存於內蓋夫及哈阿拉瓦（Ha'arava）。
在不少經籍中也經常提到阿拉伯狼（例如是《便西拉智訓》：13:21、《馬太福音》：7:15）。當中也說明了牠們都是背叛和暴力的化身、是信徒們的敵人。